# Ryszard Starzyński

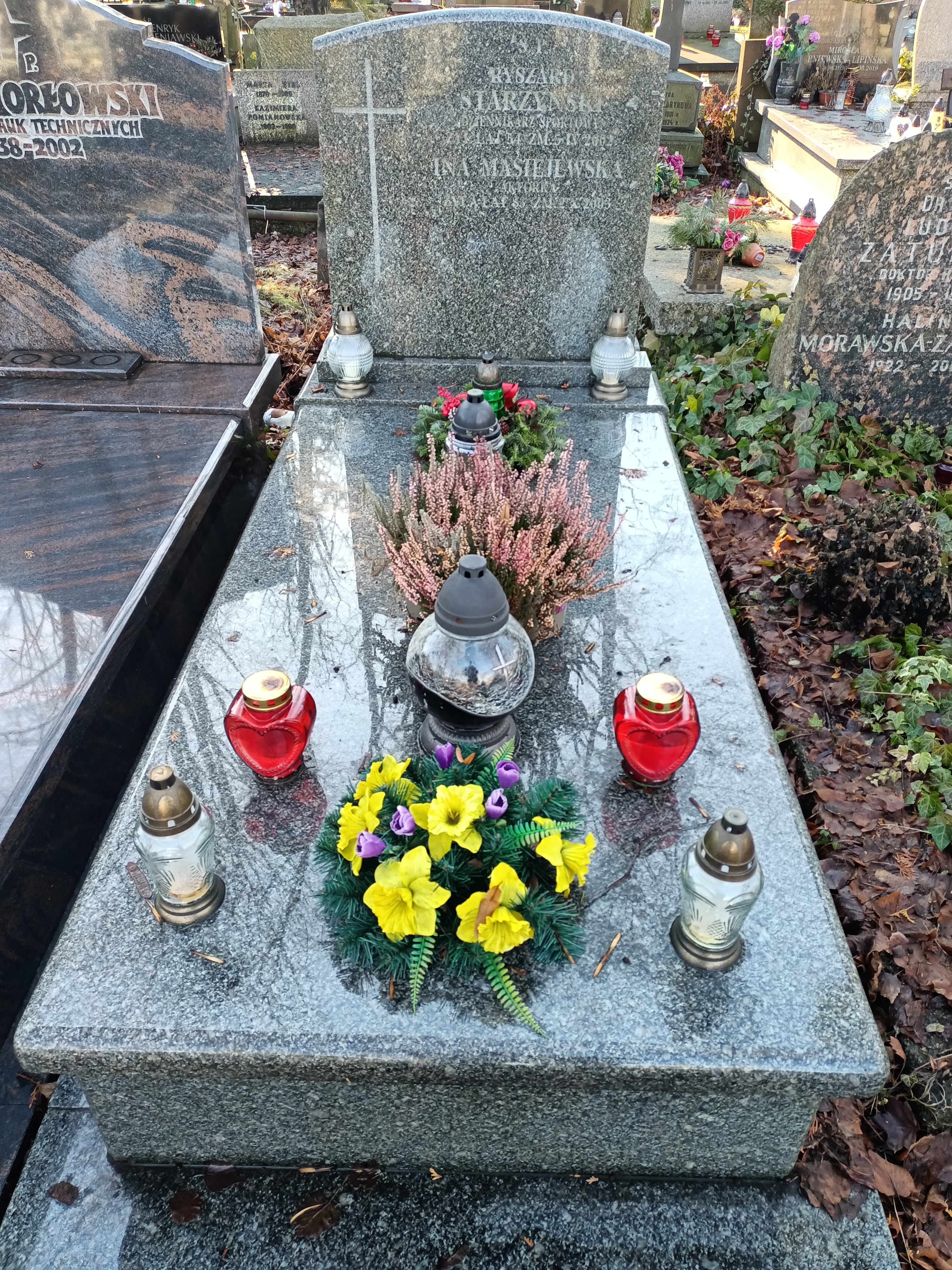
Grób Ryszarda Starzyńskiego na Cmentarzu Wojskowym na Powązkach

Ryszard Starzyński (ur. 30 października 1947 w Kwidzynie, zm. 5 kwietnia 2002 w Warszawie) – polski dziennikarz sportowy i menadżer.

## Życiorys
Był synem Jerzego i Janiny Jaraszek. Absolwent I Liceum Ogólnokształcącego im. Juliusza Słowackiego w Elblągu. W 1972 ukończył studia na Wydziale Prawa Uniwersytetu Mikołaja Kopernika w Toruniu. W 1974 ukończył podyplomowe studia dziennikarskie na Uniwersytecie Warszawskim. Trenował biegi przełajowe i średniodystansowe. Był członkiem klubu Olimpia Elbląg. Po ukończeniu studiów, od 1 sierpnia 1974 do 30 kwietnia 1991, pracował w Sztandarze Młodych. Przeszedł tam wszystkie szczeble kariery, kończąc na kierowaniu działem sportowym. W latach 1990–1996 kierował tygodnikiem Piłka Nożna. W latach 1995–1996 był redaktorem naczelnym Szpilek. W 1996 został założycielem agencji reklamowej Stars Promotion, zajmującej się promocją piłki nożnej i transferami. 1 października 2001 został rzecznikiem prasowym Polskego Komitetu Olimpijskiego. Był rzecznikiem polskiej misji olimpijskiej w Salt Lake City w 2002. W 1982, 1986, 1990 i 1994 roku był korespondentem z Mistrzostw Świata w piłce nożnej. Został pochowany na Cmentarzu Wojskowym na Powązkach w Warszawie, kwatera B 15, rząd 3, grób 11.